# (3129) Bonestell
(3129) Bonestell (1979 MK2; 1943 GL; 1978 ES) ist ein ungefähr sieben Kilometer großer Asteroid des mittleren Hauptgürtels, der am 25. Juni 1979 von den US-amerikanischen Astronomen Schelte John Bus und Eleanor Helin am Siding-Spring-Observatorium in der Nähe von Coonabarabran, New South Wales in Australien (IAU-Code 260) entdeckt wurde.

## Benennung
(3129) Bonestell wurde nach dem US-amerikanischen Maler, Designer und Illustrator Chesley Bonestell (1888–1986), dessen Kunst viele Astronomen, Weltraumbegeisterte und Künstler inspirierte.